# 시모니 스폴라도리
시모니 스폴라도리(Simone Spoladore, 1979년 10월 29일 ~ )는 브라질의 배우이다.

## 출연 작품
- 메모리즈 데이 톨드 미 (2012)
- 남서쪽 (2012)
- 엘비스 앤 마돈나 (2010)
- 우리 부모가 휴가를 떠난 해 (2006)
- 아버지의 왼편 (2001)